# Jochen Danneberg
Jochen Danneberg (Halberstadt, 9 aprile 1953) è un allenatore di sci nordico ed ex saltatore con gli sci tedesco. Durante la sua carriera agonistica gareggiò per la nazionale tedesca orientale.

## Biografia

### Carriera sciistica
Debuttò in campo internazionale in occasione della tappa del Torneo dei quattro trampolini di Oberstdorf del 30 dicembre 1972 (21°); si aggiudicò la competizione due volte, nel 1976 e nel 1977. Non prese parte alla prima stagione della Coppa del Mondo, che si disputò nell'ultima stagione della carriera agonistica di Danneberg, salvo che nelle gare valide anche ai fini del Torneo ottenendo una vittoria, a Oberstdorf il 30 dicembre 1979.
In carriera prese parte a due edizioni dei Giochi olimpici invernali, Innsbruck 1976 (2° nel trampolino normale, 4° nel trampolino lungo) e Lake Placid 1980 (20° nel trampolino normale). Partecipò alla gara a squadre sperimentale ai Mondiali di Lahti 1978, nella quale il quartetto tedesco orientale - composto anche da Harald Duschek, Henry Glaß e Mathias Buse - si classificò primo.

### Carriera da allenatore
Dal 1995 al 2007 allenò i saltatori della Nazionale di sci nordico della Corea del Sud, con brevi interruzioni; dal 2008 assunse lo stesso incarico alla Nazionale di sci nordico degli Stati Uniti.

## Palmarès

### Olimpiadi
- 1 medaglia, valida anche ai fini iridati:
  - 1 argento (trampolino normale a Innsbruck 1976)

### Coppa del Mondo
- Miglior piazzamento in classifica generale: 33º nel 1980
- 1 podio:
  - 1 vittoria

#### Coppa del Mondo - vittorie
| Data             | Località   | Nazione        | Trampolino        |
| ---------------- | ---------- | -------------- | ----------------- |
| 30 dicembre 1979 | Oberstdorf | Germania Ovest | Schattenberg K115 |

### Torneo dei quattro trampolini
- Vincitore del Torneo dei quattro trampolini nel 1976 e nel 1977
- 12 podi di tappa:
  - 4 vittorie
  - 5 secondi posti
  - 3 terzi posti

#### Torneo dei quattro trampolini - vittorie di tappa
| Data             | Località               | Nazione        | Trampolino           |
| ---------------- | ---------------------- | -------------- | -------------------- |
| 4 gennaio 1976   | Innsbruck              | Austria        | Bergisel             |
| 1º gennaio 1977  | Garmisch-Partenkirchen | Germania Ovest | Große Olympiaschanze |
| 1º gennaio 1978  | Garmisch-Partenkirchen | Germania Ovest | Große Olympiaschanze |
| 30 dicembre 1979 | Oberstdorf             | Germania Ovest | Schattenberg K115    |

### Campionati tedeschi orientali
- 5 medaglie[1]:
  - 4 ori (trampolino normale, trampolino lungo nel 1976; trampolino lungo nel 1978; trampolino normale nel 1979)
  - 1 bronzo (trampolino normale nel 1974)